# Wielki Klincz (gmina)
Wielki Klincz – dawna gmina wiejska istniejąca w latach 1973–1976 w woj. gdańskim (dzisiejsze woj. pomorskie). Siedzibą władz gminy był Wielki Klincz.
Gmina Wielki Klincz została utworzona w dniu 1 stycznia 1973 roku w powiecie kościerskim w woj. gdańskim.
Nowa gmina objęła w sumie 9 sołectw: siedem w ich dotychczasowyh granicach (Dębogóry, Mały Klincz, Mały Podleś, Niedamowo, Nowy Podleś, Wielki Klincz i Zielenin) oraz dwa nowe sołectwa – Wielki Podleś (z części sołectwa Sarnowy) i  Wielki Puc (z części sołectwa Dobrogoszcz).
1 czerwca 1975 roku gmina znalazła się w nowo utworzonym mniejszym woj. gdańskim.
15 stycznia 1976 roku gmina została zniesiona a jej tereny włączone do gmin:
- Kościerzyna (obszary sołectw: Dębogóry, Mały Klincz, Mały Podleś, Niedamowo, Nowy Podleś, Wielki Podleś, Wielki Puc i Zielenin oraz z obrębu Wielki Klincz tereny o ogólnej powierzchni 1.376,47 ha obejmujące działki ewidencyjne nr 1-770),
- Nowa Karczma (z obrębu Wielki Klincz tereny o ogólnej powierzchni 353,17 ha obejmujące działki ewidencyjne nr 771-847).